# Medwediza (Don)
Der Fluss Medwediza (russisch Медведица) ist ein linker Nebenfluss des Don in der Oblast Saratow und in  der Oblast Wolgograd, Russland. Der Name lautet übersetzt „Bärin“. Einer Sage nach stammt dieser Name von der Fülle an Bären, die hier früher vorzufinden waren.

## Geographie
Der Fluss Medwediza entspringt im nördlichen Teil der Oblast Saratow. Nur etwa 30 Kilometer von seiner Quelle wird der Fluss auf einer Länge von fünf bis sieben Kilometern und einer Breite von einem Kilometer aufgestaut. Die erste größere Stadt am Fluss ist Petrowsk. In der Oblast Wolgograd mündet die Medwediza schließlich in den Don.

## Zuflüsse
Rechte Nebenflüsse:
- Balanda (Баланда)
- Tersa (Терса)

Linke Nebenflüsse:
- Idolga (Идолга)
- Karamysch (Карамыш)
- Artscheda (Арчеда)